# Sinfonía n.º 3 (Shostakóvich)

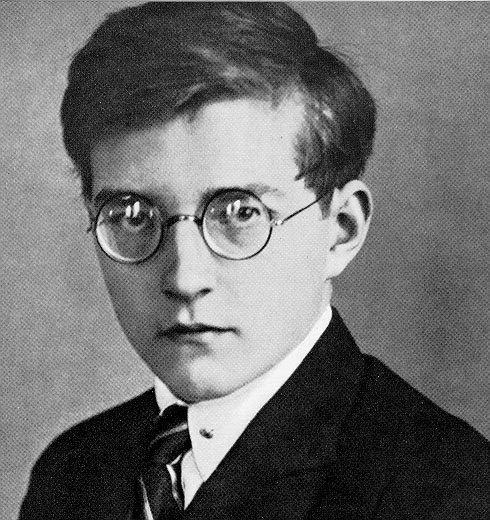
Shostakóvich en 1925.

La Sinfonía n.º 3 en mi bemol mayor, Op. 20, subtitulada Primero de mayo, fue compuesta por de Dmitri Shostakóvich en 1929.

## Historia

### Composición
La composición de este opus tuvo lugar en 1929, cuando el compositor tenía 23 años. Esta pieza guarda muchas similitudes con la Sinfonía n.º 2 de 1927. Ambas constan de un único movimiento y utilizan un coro mixto cuyo texto ensalza las ideas marxistas o socialistas. Las dos sinfonías surgieron en una época en la que los artistas soviéticos tenían libertad para crear arte a su antojo. Por lo tanto, Shostakóvich no fue coaccionado ni persuadido para escribir estas obras "revolucionarias", como lo sería más tarde con otras obras patrióticas e ideológicas. Lo que desconcertó a muchos observadores es que la promesa que ofrecía la Sinfonía n.º 1 del maestro ruso parecía haberse esfumado en gran medida en estas dos obras de un experimentalismo sólo intermitentemente exitoso. Al parecer, el compositor veía la revolución como una señal para introducir nuevas ideas musicales, especialmente en el ámbito de la forma.
En una carta a Boleslav Yavórskiy, Shostakóvich dijo que la obra «expresa el espíritu de la reconstrucción pacífica»; por otra parte, la mayor parte del material que precede al final es oscuro y a veces de tono sarcástico. 

### Estreno
El estreno se celebró el 21 de enero de 1930, coincidiendo con el aniversario de la muerte de Lenin, con la interpretación de la Orquesta Filarmónica de Leningrado y el Coro Académico Capella bajo la dirección de Aleksandr Gauk. Las representaciones posteriores en Occidente, aunque escasas (Leopold Stokowski en 1932 y Frederick Stock en 1933), solían eliminar el coro prosoviético del final.

## Instrumentación
La partitura está escrita para una orquesta formada por:
- Viento madera: 3 flautas (una doblando al flautín), 2 oboes, 2 clarinetes, 2 fagotes.
- Viento metal: 4 trompas, 2 trompetas, 3 trombones, 1 tuba.
- Percusión: timbales, bombo, caja, platillos, triángulo, tam-tam, glockenspiel, xilófono.
- Cuerda: una sección de cuerdas con violines I y II, violas, violonchelos y contrabajos.
- Voces: un coro mixto (SATB).

## Estructura y análisis
La sinfonía consta de un único movimiento:
- I. Allegretto, en mi bemol mayor

La interpretación de esta obra dura aproximadamente entre 25 y 30 minutos. Similar a la Sinfonía n.º 2 del mismo autor, se trata de una sinfonía coral experimental en un solo movimiento dividido en cuatro secciones sin interrupción entre ellas. Prácticamente carece de desarrollo temático y su interpretación es compleja. Ciertos patrones rítmicos aparecen a lo largo de la obra para ofrecer cierta unidad, pero las transformaciones y relaciones temáticas tradicionales están ausentes. Se abre tranquilamente con un tema de clarinete que crea un ambiente agradable y jovial. La música se vuelve rápidamente enérgica, incluso maníaca, cuando aparece nuevo material temático. Esta obra no está tan densamente marcada, aquí y en toda ella, como los pasajes iniciales de la Sinfonía n.º 2, pero se aprecia una especie de densidad de coloración, ya que la dirección de la música y el carácter de la orquestación parecen cambiar constantemente; los estados de ánimo pasan de la picardía y el humor al misterio y los sonidos marciales, de la pesadez y el lirismo a la ampulosidad y el dramatismo. Tomada en pasajes individuales, la música funciona en su mayor parte, pero como sinfonía, su construcción se vuelve frágil debido a su falta de coherencia. Irónicamente, el lenguaje expresivo de la obra no es especialmente difícil, ya que es tonal y no especialmente disonante. Al final, la música de esta sinfonía es bastante atractiva, aunque confusa en su estructura. En el segmento final aparece la música coral cuyo texto es una adaptación del poema "¡El primero de mayo!" de Semión Kirsánov. El texto es una alabanza al Día de Mayo y a la revolución que celebra la fiesta internacional del trabajo. En muchos países el primer día de mayo es el Día Internacional de los Trabajadores.

## Letra
Letra del poema usado en la sinfonía.
| Ruso | Español |
| --- | --- |
| В первое Первое мая Брошен в былое блеск. Искру в огонь раздувая, Пламя покрыло леса. Ухом поникших ёлок Вслушивались леса В юных ещё "маёвок" Шорохи, голоса. Шорохи, голоса - Первая полоса Мая, огнями бьющего Будущему в глаза. Наше Первое мая, В посвисте пуль горя, Штык и наган сжимая, Брало дворец царя. Павший дворец царя - Это ещё заря Мая, вперёд идущего, Светом знамён горя. Первое мая наше - В будущее паруса - Взвило над морем пашен Гулкие корпуса. Новые корпуса - Новая полоса Мая, огнями бьющего Будущему в глаза. Фабрики и колонии, Майский взметнём парад. Землю сожмём колоннами - Наша пришла пора. Слушайте, пролетарии, Наших заводов речь, Вам поджигая старое, Новую явь зажечь. Солнце знамён поднимая, Марш, загреми в ушах. Каждое Первое мая К социализму шаг. Первое мая - шаг Сжавших винтовку шахт. В площади, революция, Вбей миллионный шаг. | El primero de mayo Lanzado a su antigua gloria. Avivando la chispa en el fuego Las llamas cubrieron los bosques. Oreja de árboles de Navidad caídos Los bosques escuchaban En los todavía jóvenes "maivoks" Susurros, voces. Susurros, voces ... Página delantera Mayo, latiendo con las luces El futuro está en el ojo. Nuestro primero de mayo, En el silbido de las balas de dolor Bayoneta y revólver apretando, Tomó el palacio del rey. El palacio caído del rey Aun esta amaneciendo May, caminando hacia adelante, A la luz de los estandartes del dolor. El primero de mayo es nuestro Al futuro de las velas - Izado sobre el mar de tierra cultivable Cuerpo rotundo. Nuevos edificios - Carril nuevo Mayo, latiendo con las luces El futuro está en el ojo. Fábricas y colonias Que hagamos el desfile. Exprimiremos la tierra en columnas - Ha llegado nuestro momento. Escuchen, proletarios, Nuestras fábricas son habla Prendiéndote fuego viejo, Enciende una nueva realidad. Levantando estandartes del sol Marcha, suena en tus oídos. Cada 1 de mayo Un paso hacia el socialismo. 1 de mayo - paso Las minas que apretó el rifle. En la plaza, revolución, Da el millonésimo paso. |

## Discografía selecta
| Año  | Dirección        | Orquesta                               | Discográfica |
| ---- | ---------------- | -------------------------------------- | ------------ |
| 1972 | Kiril Kondrashin | Orquesta Filarmónica de Moscú          | Melodiya     |
| 1981 | Bernard Haitink  | Orquesta Filarmónica de Londres        | Decca        |
| 2010 | Vasili Petrenko  | Real Orquesta Filarmónica de Liverpool | Naxos        |
| 2023 | Andris Nelsons   | Orquesta Sinfónica de Boston           | DG           |